# Ned Vizzini
Edison Price "Ned" Vizzini (Nova Iorque, 4 de abril de 1981 - Brooklyn, 19 de dezembro de 2013) foi um escritor norte-americano. Autor de quatro livros de literatura juvenil, incluindo It's Kind of a Funny Story, que a NPR o viria a listar na 10ª posição dos "100 melhores romances para adolescentes da história" de todos os tempos e que serviu de base para o filme de mesmo nome. Vizzini sofreu durante a vida toda de depressões e cometeu suicídio com a idade de 32.